# Pinares – Las Delicias
Pinares – Las Delicias est une ville et une station balnéaire de l'Uruguay située dans le département de Maldonado. Sa population est de 8 524 habitants.

## Population
| Année | Population |
| ----- | ---------- |
| 1963  | –          |
| 1975  | –          |
| 1985  | 4 646      |
| 1996  | 6 989      |
| 2004  | 8 524      |

,